# サンド (製薬会社)
サンド（Sandoz Group AG）は、ジェネリック医薬品やバイオ医薬品を製造・販売する多国籍企業。スイス・バーゼルに本拠を置き、世界30カ国以上に拠点を持つ。スイス証券取引所上場企業（SIX: SDZ）。

## 沿革
サンドは19世紀に設立後、独立系医薬品メーカーとして存在しており、臓器移植に使用される医薬品や、さまざまな抗精神病薬、片頭痛薬を専門としていたが、1996年にチバガイギーと合併してノバルティスとなった。2003年以降ノバルティスがすべてのジェネリック医薬品事業をサンドの名前で統合していたが、2023年10月にノバルティスから分社し、本部をスイス・バーゼルに定めている。
1886年、サンドはアルフレッド・カーン（Alfred Kern）とエドゥアール・サンド（Edouard Sandoz）によってバーゼルにChemiefirma Kern und Sandozの社名で設立された。 設立当初は染料の生産に焦点を当てていた。 カーンが亡くなると、1895年に社名をChemische Fabrik vormals Sandozに変更の上、医薬品の製造を開始、アンチピリンやサッカリンを製造した。1939年に社名をサンドに改め、以後約60年間その名前で運営された。1995年、特殊化学品部門をクラリアントの社名で分社化した。
1996年12月、サンドはチバガイギーと合併しノバルティスとなったが、2003年5月、ノバルティス傘下の異なる名称のジェネリック医薬品会社が統合され、サンドはジェネリック医薬品部門の統一ブランド名として使用された。2005年6月、サンドはヘキサルAGを買収した。サンドとしての本部は2005年からドイツのホルツキルヒェンに置かれた。
2018年11月、ノバルティスはサンドを独立した事業体に変える方針を発表、2023年10月4日、サンドは独立企業としてノバルティスからのスピンオフを完了した。

## 日本法人
日本法人のサンド株式会社（Sandoz K.K.）は、東京都港区虎ノ門に本社を置き、主にジェネリック医薬品（後発医薬品）やバイオシミラーの製造販売ならびに長期収載品の販売を行っている。
日本法人のルーツは、ノバルティスに買収される前のヘキサルAGの日本法人、さらに共立薬品工業の後発医薬品部門に遡る。2020年1月にサンドがアスペンの日本事業を買収したことに伴い、2021年9月にアスペンの日本法人であるアスペンジャパンを統合。サンドファーマへ商号変更し、関連会社化した。

### 沿革
現在の法人の直接の前身の社名は太字で表示する。
- 1947年 - 共立薬品工業株式会社が設立される
- 1979年 - 共立薬品工業株式会社がローラーグループの傘下に入る
- 1991年10月 - ローヌ・プーラン株式会社と合併し、ローヌ・プーラン・ローラー株式会社となる
- 1994年 - ローヌ・プーラン・ローラー株式会社のジェネリクス部門独立、ローヌ・プーラン・ローラー株式会社・バーク事業部となる
- 1995年 - ヘキストジャパン株式会社がバーク事業部を買収し、コックスジャパン株式会社となる
- 1998年 - ヘキサルAGの傘下に入る
- 1999年1月 - 社名を日本ヘキサル株式会社とする
- 2005年6月 - ヘキサルAGがノバルティスのジェネリック事業部門であるサンドに経営統合されノバルティスグループの一員となる
- 2006年1月 - 社名をサンド株式会社に変更
- 2021年9月 - 統合により関連会社となったサンドファーマ株式会社（旧アスペンジャパン株式会社）が製造販売する長期収載品の販売を開始。